# Anne Bancroft

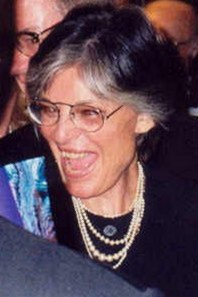
Anne Bancroft

Anne Bancroft (n. 17 septembrie 1931 - d. 6 iunie 2005) a fost o actriță americană de film, născută din părinți italieni emigranți, laureată a premiului Oscar.

## Biografie
Între 1964-2005 a fost soția regizorului și actorului american de film Mel Brooks.

## Filmografie

### Cinematografie
- 1952 Don't Bother to Knock, regia Roy Ward Baker : Lyn Lesley
- 1953 Tonight We Sing, regia Mitchell Leisen : Emma Hurok
- 1953 Treasure of the Golden Condor, regia Delmer Daves și Otto Preminger : Marie, Comtesse de St. Malo
- 1953 The Kid from Left Field : Marian Foley
- 1954 Gorilla at Large, regia Harmon Jones : Laverne Miller
- 1954 Demetrius și gladiatorii (Demetrius and the Gladiators), regia Delmer Daves : Paula
- 1954 The Raid [8], regia Hugo Fregonese : Katy Bishop
- 1955 New York Confidential, regia Russell Rouse : Katherine (Kathy) Lupo
- 1955 A Life in the Balance, regia Harry Horner : María Ibinia
- 1955 The Naked Street, regia Maxwell Shane : Rosalie Regalzyk
- 1955 The Last Frontier, regia Anthony Mann : Corinna Marston
- 1956 Walk the Proud Land, regia Jesse Hibbs : Tianay
- 1957 Nightfall, regia Jacques Tourneur : Marie Gardner
- 1957 The Restless Breed, regia Allan Dwan : Angelita
- 1957 The Girl in Black Stockings, regia Howard W. Koch : Beth Dixon
- 1962 Miracol la Alabama (The Miracle Worker), regia Arthur Penn : Anne Sullivan
- 1964 Mâncătorul de dovleac (The Pumpkin Eater), regia Jack Clayton : Jo Armitage
- 1965 La capătul firului (The Slender Thread), regia Sydney Pollack : Inga Dyson
- 1966 7 Women, regia John Ford : Dr. D.R. Cartwright
- 1967 Absolventul (The Graduate), regia Mike Nichols
- 1972 Tânărul Winston (Young Winston), regia Richard Attenborough : Lady Randolph Churchill
- 1974 Șei în flăcări (Blazing Saddles), regia Mel Brooks : Extra in Church Congregation (nemenționată)
- 1975 Hindenburg (The Hindenburg) : Countess Ursula von Reugen
- 1975 Prizonierul din Manhattan (The Prisoner of Second Avenue), regia Melvin Frank
- 1975 Urban Living: Funny and Formidable : propriul rol, scurtmetraj
- 1976 Lipstick : Carla Bondi
- 1976 Comedie mută '77 (Silent Movie), regia Mel Brooks : propriul rol
- 1977 Pas decisiv (The Turning Point), regia Herbert Ross
- 1980 Fatso : Antoinette
- 1980 Omul elefant (The Elephant Man), regia David Lynch : Madge Kendal
- 1983 A fi sau a nu fi (To Be or Not to Be) : Anna Bronski
- 1984 Garbo Talks : Estelle Rolfe
- 1985 Agnes of God : Mother Miriam Ruth
- 1986 Noapte bună, mamă ('night, Mother), regia Tom Moore : Thelma Cates
- 1987 Strada Charring Cross, nr. 84 (84 Charing Cross Road), regia David Jones : Helene Hanff
- 1988 Torch Song Trilogy, regia Paul Bogart : Ma Beckoff
- 1989 Bert Rigby, You're a Fool : Meredith Perlestein
- 1992 Honeymoon in Vegas : Bea Singer
- 1992 Love Potion No. 9 : Madame Ruth
- 1993 Point of No Return : Amanda
- 1993 Malice : Mrs. Kennsinger
- 1993 Mr. Jones : Dr. Catherine Holland
- 1995 Home for the Holidays : Adele Larson
- 1995 How to Make an American Quilt : Glady Joe Cleary
- 1995 Dracula: Un mort iubăreț (Dracula: Dead and Loving It), regia Mel Brooks : Madame Ouspenskaya (Gypsy Woman)
- 1996 The Sunchaser : Dr. Renata Baumbauer
- 1997 G.I. Jane : Sen. Lillian DeHaven
- 1997 Critical Care : Nun
- 1998 Marile speranțe (Great Expectations), regia Alfonso Cuarón : Mrs. Dinsmoor
- 1998 Mark Twain's America in 3D : Narrator, documentar
- 1998 Furnicuțe (Antz), regia Eric Darnell : Queen Ant, voce (animație)
- 2000 Up at the Villa : Princess San Ferdinando
- 2000 Keeping the Faith : Ruth Schram
- 2001 Heartbreakers : Gloria Vogal / Barbara
- 2001 In Search of Peace : Golda Meir, voce, documentar
- 2008 Delgo : Empress Sedessa, voce, (ultimul rol de film)| 2000

Surse:;

### Televiziune
| An        | Titlu                                                   | Rol                                                       | Note |
| --------- | ------------------------------------------------------- | --------------------------------------------------------- | --- |
| 1951      | Suspense                                                |                                                           | serial TV, un episod: "Night Break", ca Anne Marno.                                                                              |
| 1951      | The Ford Theatre Hour                                   |                                                           | serial TV, trei episoade, ca Anna Marno.                                                                                         |
| 1950–1951 | Studio One in Hollywood                                 | Maria Cassini                                             | serial TV, trei episoade, ca Anne Marno.                                                                                         |
| 1951      | The Adventures of Ellery Queen                          |                                                           | serial TV, un episod: "The Chinese Mummer Mystery", ca Anne Marno.                                                               |
| 1951      | Danger                                                  |                                                           | serial TV, două episoade: "The Killer Scarf" and "Murderer's Face", ca Anne Marno.                                               |
| 1951      | The Web                                                 |                                                           | serial TV, un episod: "The Customs of the Country" as Ann Marno.                                                                 |
| 1951      | Lights Out                                              | Helen                                                     | serial TV, un episod: "The Deal", ca Anne Marno.                                                                                 |
| 1952      | The Goldbergs                                           |                                                           | serial TV, ca Anne Marno |
| 1953      | Omnibus                                                 |                                                           | serial TV, un episod: "The Capital of the World"                                                                                 |
| 1953      | Kraft Television Theatre                                |                                                           | serial TV, un episod: "To Live in Peace"                                                                                         |
| 1954–1957 | Lux Video Theatre                                       | Lolita / Sally / Kendal Browning / Ann Sommers / Rolul ei | serial TV, five episodes |
| 1956–1957 | Climax!                                                 | Audrey / Elena                                            | serial TV, două episoade: "Fear Is the Hunter" (Audrey) and "The Mad Bomber" (Elena)                                             |
| 1957      | Playhouse 90                                            | Isobel Waring / Julie Bickford                            | serial TV, două episoade: "So Soon to Die" (Isobel Waring) and "Invitation to a Gunfighter" (Julie Bickford)                     |
| 1957      | Dick Powell's Zane Grey Theatre                         | Isabelle Rutledge                                         | serial TV, un episod: "Episode in Darkness" (Isabelle Rutledge) with Dewey Martin and John Anderson                              |
| 1957      | The Alcoa Hour                                          | Alegre / Giselle                                          | serial TV, două episoade: "Key Largo" (Alegre) and "Hostages to Fortune" (Giselle)                                               |
| 1958      | The Frank Sinatra Show                                  | Carol Welles                                              | serial TV, un episod: "A Time to Cry"                                                                                            |
| 1960      | Person to Person                                        | Rolul ei                                                  | serial TV documentar, Episode 7.35                                                                                               |
| 1960      | Gala Adlai on Broadway                                  | Rolul ei: Performer                                       | Film TV |
| 1962      | Password All-Stars                                      | Rolul ei                                                  | serial TV, un episod: "Anne Bancroft vs. Robert Goulet"                                                                          |
| 1962–1964 | What's My Line?                                         | Rolul ei: Mystery Guest                                   | serial TV, trei episoade |
| 1964      | Bob Hope Presents the Chrysler Theatre                  | Faye Benet Garret                                         | serial TV, un episod: "Out on the Outskirts of Town"                                                                             |
| 1967      | ABC Stage 67                                            | Virginia                                                  | serial TV, un episod: "I'm Getting Married"                                                                                      |
| 1969      | The Kraft Music Hall                                    | Rolul ei                                                  | serial TV, Episode 2.23 |
| 1970      | Arthur Penn, 1922-: Themes and Variants                 |                                                           | TV documentar |
| 1970      | This Is Tom Jones                                       | Rolul ei                                                  | serial TV documentar, Episode 3.1                                                                                                |
| 1970      | Annie: The Women in the Life of a Man                   |                                                           | Primetime Emmy Award for Outstanding Variety or Musical Program – Variety and Popular Music                                      |
| 1974      | Annie and the Hoods                                     | Rolul ei: Hostess                                         | Film TV |
| 1977      | Jesus of Nazareth                                       | Mary Magdalene                                            | TV miniserial; Parts 1 and 2 |
| 1978      | The Stars Salute Israel at 30                           | Rolul ei                                                  | Film TV |
| 1978      | Lørdagshjørnet                                          | Rolul ei                                                  | serial TV, un episod: "Mel Brooks", also archive footage                                                                         |
| 1978      | The Wonderful World of Disney                           | Rolul ei                                                  | serial TV, un episod: "Mickey's 50"                                                                                              |
| 1979      | The Muppets Go Hollywood                                | Rolul ei                                                  | TV special, nemenționată |
| 1980      | Shogun                                                  | Narrator of US home video version                         | Voce, TV miniserial |
| 1982      | Marco Polo                                              | Marco's mother                                            | TV miniserial |
| 1982      | Bob Hope's Women I Love: Beautiful, But Funny           | Rolul ei                                                  | TV special |
| 1983      | An Audience with Mel Brooks                             | Rolul ei                                                  | TV special |
| 1990      | Freddie and Max                                         | Maxine (Max) Chandler                                     | serial TV, six episodes |
| 1992      | Broadway Bound                                          | Kate Jerome                                               | Film TV Nominalizare—Primetime Emmy Award for Outstanding Supporting Actress – miniserial or a Movie                             |
| 1992      | Mrs. Cage                                               | Lillian Cage                                              | Nominalizare—Primetime Emmy Award for Outstanding Lead Actress – miniserial or a Movie                                           |
| 1994      | Oldest Living Confederate Widow Tells All               | Lucy Marsden (age 99–100)                                 | Film TV Nominalizare—Primetime Emmy Award for Outstanding Supporting Actress – miniserial or a Movie                             |
| 1994      | Great Performances                                      | Mrs. Fanning                                              | serial TV, un episod: "Paddy Chayefsky's 'The Mother'"                                                                           |
| 1994      | The Simpsons                                            | Dr. Zweig                                                 | Voce role, un episod: "Fear of Flying"                                                                                           |
| 1996      | Homecoming                                              | Abigail Tillerman                                         | Film TV Nominalizare—Screen Actors Guild Award for Outstanding Performance by a Female Actor in a miniserial or Television Movie |
| 1998      | The Secret World of 'Antz'                              | Rolul ei                                                  | TV documentar |
| 1998      | Living with Cancer: A Message of Hope                   | Narrator                                                  | TV documentar |
| 1999      | Deep in My Heart                                        | Geraldine "Gerry" Eileen Cummins                          | Film TV Primetime Emmy Award for Outstanding Supporting Actress – miniserial or a Movie                                          |
| 1999      | AFI Life Achievement Award: A Tribute to Dustin Hoffman | Rolul ei                                                  | TV special documentar |
| 2000      | The Rosie O'Donnell Show                                | Rolul ei                                                  | TV talk show |
| 2000      | The Living Edens                                        | Narrator                                                  | serial TV documentar, un episod: "Anamalai: India's Elephant Mountain"                                                           |
| 2001      | Exhale with Candice Bergen                              | Rolul ei                                                  | serial TV, un episod |
| 2001      | Haven                                                   | Mama Gruber                                               | Film TV Nominalizare—Primetime Emmy Award for Outstanding Supporting Actress – miniserial or a Movie                             |
| 2003      | The Roman Spring of Mrs. Stone                          | Contessa                                                  | Emmy Award Nomination for Supporting Actress                                                                                     |
| 2004      | Curb Your Enthusiasm                                    | Rolul ei                                                  | serial TV, un episod: "Opening Night"                                                                                            |

## Teatru
Sursa:
| An   | Titlu                           | Rol/Note                                           |
| ---- | ------------------------------- | -------------------------------------------------- |
| 1958 | Two for the Seesaw              | Tony Award for Best Actress in a Play              |
| 1959 | The Miracle Worker              | Tony Award for Best Actress in a Play              |
| 1963 | Mother Courage and Her Children |                                                    |
| 1965 | The Devils                      |                                                    |
| 1967 | The Little Foxes                |                                                    |
| 1968 | A Cry of Players                |                                                    |
| 1977 | Golda                           | Nominalizare—Tony Award for Best Actress in a Play |
| 1981 | Duet for One                    |                                                    |
| 2002 | Occupant                        | Off-Broadway                                       |

## Premii și nominalizări
| An   | Titlu                                                     | Rol                     | Note |
| ---- | --------------------------------------------------------- | ----------------------- | --- |
| 1962 | Miracol la Alabama (The Miracle Worker)                   | Anne Sullivan           | Academy Award for Best Actress BAFTA Award for Best Foreign Actress National Board of Review Award for Best Actress San Sebastián International Film Festival Award for Best Actress Nominalizare—Golden Globe Award for Best Actress – Motion Picture Drama Nominalizare—Laurel Award for Top Female Dramatic Performance |
| 1964 | Mâncătorul de dovleac (The Pumpkin Eater)                 | Jo Armitage             | BAFTA Award for Best Foreign Actress Golden Globe Award for Best Actress – Motion Picture Drama Cannes Film Festival Best Actress Award Nominalizare—Academy Award for Best Actress Nominalizare—Laurel Award for Top Female Dramatic Performance                                                                          |
| 1967 | Absolventul                                               | Mrs. Robinson           | Golden Globe Award for Best Actress – Motion Picture Musical or Comedy Nominalizare—Academy Award for Best Actress Nominalizare—BAFTA Award for Best Actress in a Leading Role Nominalizare—Laurel Award for Top Female Dramatic Performance                                                                               |
| 1972 | Tânărul Winston                                           | Lady Randolph Churchill | Nominalizare—BAFTA Award for Best Actress in a Leading Role |
| 1975 | Prizonierul din Manhattan (The Prisoner of Second Avenue) | Edna Edison             | Nominalizare—BAFTA Award for Best Actress in a Leading Role |
| 1977 | Pas decisiv (The Turning Point)                           | Emma Jacklin            | National Board of Review Award for Best Actress Nominalizare—Academy Award for Best Actress Nominalizare—BAFTA Award for Best Actress in a Leading Role Nominalizare—Golden Globe Award for Best Actress – Motion Picture Drama                                                                                            |
| 1980 | Fatso                                                     | Antoinette              | Also director and writer Nominalizare—Taormina International Film Festival Golden Charybdis Award |
| 1983 | A fi sau a nu fi (To Be or Not to Be)                     | Anna Bronski            | Nominalizare—Golden Globe Award for Best Actress – Motion Picture Musical or Comedy |
| 1984 | Garbo Talks                                               | Estelle Rolfe           | Nominalizare—Golden Globe Award for Best Actress – Motion Picture Musical or Comedy |
| 1985 | Agnes of God                                              | Mother Miriam Ruth      | Nominalizare—Academy Award for Best Actress Nominalizare—Golden Globe Award for Best Actress – Motion Picture Drama |
| 1986 | 'night, Mother                                            | Thelma Cates            | Nominalizare—Golden Globe Award for Best Actress – Motion Picture Drama |
| 1987 | Strada Charring Cross, nr. 84 (84 Charing Cross Road)     | Helene Hanff            | BAFTA Award for Best Actress in a Leading Role |
| 1989 | Bert Rigby, You're a Fool                                 | Meredith Perlestein     | Nominalizare—Golden Raspberry Award for Worst Supporting Actress |
| 1995 | How to Make an American Quilt                             | Glady Joe Cleary        | Nominalizare—Screen Actors Guild Award for Outstanding Performance by a Cast in a Motion Picture |